# Kim Jin-yong
Kim Jin-yong (Jinju, 9 oktober 1982) Is een Zuid-Koreaans voetballer die speelt voor Gyeongnam FC uit eigen land en hij speelt als aanvaller.

## Carrière
Hij begon zijn voetbalcarrière in 2004 bij Ulsan Hyundai Horang-i. In de jeugd van de voetbalclub deed hij het wel goed en in 2005 werd hij op opgenomen voor het Zuid-Koreaans voetbalelftal (mannen) en hij ging ook naar de Olympische Spelen van 2004 heen ging en in het seizoen 2005/06 ging hij naar Gyeongnam FC.
| seizoen     | club                   | land       | competitie | wed. | goals |
| ----------- | ---------------------- | ---------- | ---------- | ---- | ----- |
| 2004/05     | Ulsan Hyundai Horang-i | Zuid-Korea | K-League   | 17   | 1     |
| 2005/06     | Ulsan Hyundai Horang-i | Zuid-Korea | K-League   | 15   | 2     |
| 2006/07     | Gyeongnam FC           | Zuid-Korea | K-League   | 20   | 6     |
| 2007/08     | Gyeongnam FC           | Zuid-Korea | K-League   | 0    | 0     |
| Bijgewerkt: | 05-11-2007             |            | Totaal     | 52   | 9     |